# 马普托省
马普托省（葡萄牙語：Província de Maputo）是莫桑比克的一個省，首府马托拉。根據2017年人口普查，該省人口有2,507,098人。面積為22693平方公里。马普托省是莫桑比克最南端的省份。